# Formiga (piłkarz)
Formiga, właśc. Francisco Ferreira de Aguiar (ur. 11 listopada 1930 w Araxy, zm. 22 maja 2012 w São Vicente) – piłkarz brazylijski, występujący podczas kariery na pozycji ofensywnego pomocnika.

## Kariera klubowa
Piłkarską karierę Formiga rozpoczął w Cruzeiro EC w 1946 roku. W latach 1950–1957 grał w Santosie FC. Podczas tego dwukrotnie zdobył mistrzostwo stanu São Paulo – Campeonato Paulista w 1955 i 1956. W latach 1957–1959 występował w SE Palmeiras. Z Palmeiras zdobył mistrzostwo stanu São Paulo w 1959 roku. W ostatnich czterech latach kariery grał ponownie w Santosie. Z Santosem trzykrotnie zdobył mistrzostwo stanu São Paulo w 1960, 1961 i 1962, Copa Libertadores 1963 oraz Puchar Interkontynentalny w 1963 roku.

## Kariera reprezentacyjna
W reprezentacji Brazylii Formiga zadebiutował 20 września 1955 w wygranym 2-1 meczu z reprezentacją Chile, którego stawką było Copa O'Higgins 1955. W 1956 roku Formiga uczestniczył w Copa América 1956, na której Brazylia zajęła czwarte miejsce. Na turnieju Formiga wystąpił w czterech meczach z Paragwajem, Peru, Argentyną i Urugwajem. W 1959 po raz drugi wziął udział w turnieju Copa América. Brazylia zajęła drugie miejsce, a Formiga wystąpił w trzech meczach z Boliwią, Urugwajem i Paragwajem. Ostatni raz w reprezentacji Formiga wystąpił 17 września 1959 w wygranym 7-0 meczu z reprezentacją Chile, którego stawką było Copa O'Higgins 1959. Ogółem w reprezentacji Brazylii wystąpił 17 razy.

## Kariera trenerska
Po zakończeniu kariery piłkarskiej Formiga został trenerem. W latach 1978–1979 prowadził Santos FC, z którym zdobył mistrzostwo stanu São Paulo – Campeonato Paulista w 1978 roku. W latach 1981–1982 prowadził São Paulo FC, z którym zdobył mistrzostwo stanu São Paulo w 1981 roku. W latach 1982–1984 i 1986–1987 ponownie prowadził Santos, z którym zdobył mistrzostwo stanu São Paulo w 1984 roku. Później pracował m.in. w Corinthians São Paulo i Meksyku. Ostatnim jego przystankiem w karierze trenerskiej była japońska Oita Trinita.